# Fabrizio Moro

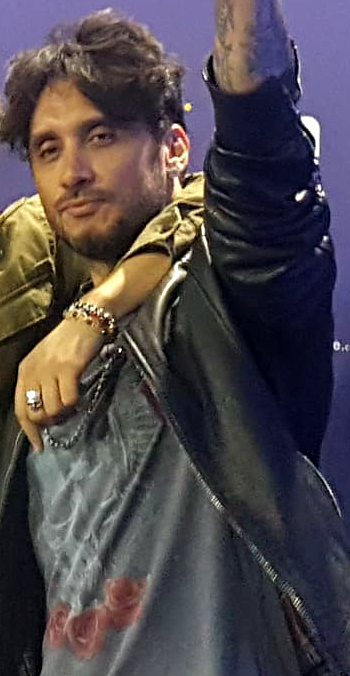
Fabrizio Moro

Fabrizio Mobrici, känd under sitt artistnamn Fabrizio Moro född 9 april 1975 i Rom, är en italiensk sångare. 
Han representerade Italien i Eurovision Song Contest 2018 i Lissabon den 12 maj tillsammans med Ermal Meta, med låten "Non mi avete fatto niente" . 